# 동해안로
동해안로(Donghaean-ro, 東海大路)는 울산광역시 동구 서부동 남목삼거리와 경상북도 포항시 남구 해도동 형산 교차로를 잇는 도로이다.

## 연혁
- 1999년 5월 15일 : 구룡포 ~ 포항간 도로(포항시 남구 동해면 약전리 ~ 일월동) 2.25km 구간 확장 개통[1]
- 1999년 12월 31일 : 구룡포 ~ 포항간 도로(포항시 남구 동해면 석리 ~ 약전리) 1.1km 구간 확장 개통[2]
- 2000년 12월 20일 : 구룡포 ~ 포항간 도로(포항시 남구 구룡포읍 하정리 ~ 동해면 상정리) 6.24km 구간 확장 개통[3]
- 2001년 5월 25일 : 구룡포 ~ 포항간 도로(포항시 남구 동해면 상정리 상정1육교 ~ 석리 석동1육교) 1.96km 구간 확장 개통[4]
- 2001년 9월 19일 : 구룡포 ~ 포항간 도로(포항시 남구 구룡포읍 하정리 ~ 일월동) 12.48km 구간 확장 개통[5]
- 2002년 11월 12일 : 양남우회도로(경주시 양남면 수렴리 ~ 하서리) 3.18km 구간 개통, 기존 3.31km 구간 폐지[6]
- 2006년 2월 16일 : 경주시 양북면 봉길리 1.3km 구간 이설 개통, 기존 1.8km 구간 폐지[7]
- 2009년 7월 10일 : 2개 이상 시·도에 걸쳐 있는 도로로 동해안로를 고시[8]

## 주요 경유지
울산광역시
- 동구 - 북구

경상북도
- 경주시 (양남면 - 문무대왕면 - 감포읍) - 포항시 남구 (장기면 - 구룡포읍 - 동해면)

## 노선
| 이름                     | 접속 노선                                                       | 소재지     | 소재지                                                     | 비고                                        |
| ------------------------ | --------------------------------------------------------------- | ---------- | ---------------------------------------------------------- | ------------------------------------------- |
| 남목삼거리               | 방어진순환도로                                                  | 울산광역시 | 동구                                                       |                                             |
| 옥류천사거리             | 옥류로                                                          | 울산광역시 | 동구                                                       |                                             |
| 장승삼거리               | 안산로                                                          | 울산광역시 | 동구                                                       |                                             |
| 동부현대아파트앞 교차로  | 남목15길                                                        | 울산광역시 | 동구                                                       |                                             |
| 미성교                   |                                                                 | 울산광역시 | 동구                                                       |                                             |
| 주전 교차로              | 미포산업로                                                      | 울산광역시 | 동구                                                       |                                             |
| 운곡교                   | 성골길                                                          | 울산광역시 | 동구                                                       |                                             |
| 운곡교                   | 성골길                                                          | 울산광역시 | 북구                                                       |                                             |
| 금천교                   | 황도전길                                                        | 울산광역시 |                                                            |                                             |
| 정자교                   | 정자1길                                                         | 울산광역시 |                                                            |                                             |
| (정자사거리)             | 무룡로 정자7길                                                  | 울산광역시 |                                                            |                                             |
| 강동리조트삼거리         |                                                                 | 울산광역시 |                                                            |                                             |
| 신명교                   |                                                                 | 울산광역시 |                                                            |                                             |
| (산음)                   | 강동산하1로                                                     | 울산광역시 |                                                            |                                             |
| (신명해안소공원)         | 산하중앙2로                                                     | 울산광역시 |                                                            |                                             |
| 신명교                   | 대안1길 산하길                                                  | 울산광역시 |                                                            |                                             |
| 신명 교차로              | 국도 제31호선 (무룡로)                                          | 울산광역시 | 국도 제31호선 구간                                         |                                             |
| 지경 교차로              | 신명길 지경길                                                   | 울산광역시 | 국도 제31호선 구간                                         |                                             |
| 지경 교차로              | 신명길 지경길                                                   | 경주시     | 국도 제31호선 구간                                         | 양남면                                      |
| 수렴리                   | 양남로                                                          | 경주시     | 국도 제31호선 구간 포항 방면 진입 불가 울산 방면 진출 불가 | 양남면                                      |
| 관성1교                  |                                                                 | 경주시     | 국도 제31호선 구간                                         | 양남면                                      |
| 양남사거리               | 지방도 제904호선 (외남로) 양남로 하서중앙길                     | 경주시     | 국도 제31호선 구간                                         | 양남면                                      |
| 하서삼거리               | 해변공원길                                                      | 경주시     | 국도 제31호선 구간                                         | 양남면                                      |
| 하서교                   |                                                                 | 경주시     | 국도 제31호선 구간                                         | 양남면                                      |
| 나산초등학교             | 국도 제31호선 (나아봉길로)                                      | 경주시     | 국도 제31호선 구간                                         | 양남면                                      |
| 제1나아교                | 나산상라길                                                      | 경주시     |                                                            | 양남면                                      |
| (나산리)                 | 나산4길                                                         | 경주시     | 폐쇄                                                       | 양남면                                      |
| 봉길리 교차로            | 국도 제31호선 (나아봉길로)                                      | 경주시     | 문무대왕면                                                 | 국도 제31호선 구간                          |
| 대종교                   |                                                                 | 경주시     | 문무대왕면                                                 | 국도 제31호선 구간                          |
| 감포읍                   |                                                                 | 경주시     |                                                            | 국도 제31호선 구간                          |
| 대본삼거리               | 지방도 제929호선 (문무대왕로)                                   | 경주시     |                                                            | 국도 제31호선 구간                          |
| 감포 교차로              | 국도 제4호선 (토함산로)                                         | 경주시     | 국도 제4, 31호선 구간                                      |                                             |
| 나정교                   |                                                                 | 경주시     | 국도 제4, 31호선 구간                                      |                                             |
| 전촌삼거리               | 경감로                                                          | 경주시     | 국도 제4, 31호선 구간                                      |                                             |
| 전촌교                   | 장진길 전촌전동길                                               | 경주시     | 국도 제31호선 구간                                         |                                             |
| 전촌사거리               | 감포로                                                          | 경주시     | 국도 제31호선 구간                                         |                                             |
| 감포버스정류장           |                                                                 | 경주시     | 국도 제31호선 구간                                         |                                             |
| 오류삼거리               | 감포로                                                          | 경주시     | 국도 제31호선 구간                                         |                                             |
| 오류교                   |                                                                 | 경주시     | 국도 제31호선 구간                                         |                                             |
| 양포교                   |                                                                 | 포항시     | 국도 제31호선 구간                                         | 남구 장기면                                 |
| 양포삼거리               | 지방도 제929호선 (장기로)                                       | 포항시     | 국도 제31호선 구간                                         | 남구 장기면                                 |
| 금곡교                   | 신창길 현내들길                                                 | 포항시     | 국도 제31호선 구간                                         | 남구 장기면                                 |
| 대진교                   | 학삼길                                                          | 포항시     | 국도 제31호선 구간                                         | 남구 장기면                                 |
| (구포휴게소)             | 정동길                                                          | 포항시     | 국도 제31호선 구간                                         | 남구 구룡포읍                               |
| 구평2교                  |                                                                 | 포항시     | 국도 제31호선 구간                                         | 남구 구룡포읍                               |
| 하정삼거리               | 하정로                                                          | 포항시     | 국도 제31호선 구간                                         | 남구 구룡포읍                               |
| 병포2교                  |                                                                 | 포항시     | 국도 제31호선 구간                                         | 남구 구룡포읍                               |
| 병포 교차로              | 지방도 제929호선 (호미로)                                       | 포항시     | 국도 제31호선 구간                                         | 남구 구룡포읍                               |
| 병포2육교                | 상정길                                                          | 포항시     | 국도 제31호선 구간 포항 방면 진입 불가 울산 방면 진출 불가 | 남구 구룡포읍                               |
| 상정 교차로              | 상정길 정동길                                                   | 포항시     | 남구 동해면                                                | 국도 제31호선 구간                          |
| 석동2육교                |                                                                 | 포항시     | 남구 동해면                                                | 국도 제31호선 구간                          |
| 석동1육교                | 일월로                                                          | 포항시     | 남구 동해면                                                | 국도 제31호선 구간                          |
| 동해 교차로              | 국도 제31호선 (영일만대로)                                      | 포항시     | 남구 동해면                                                | 국도 제31호선 구간                          |
| 약전육교                 | 지방도 제929호선 (호미로) 약전로                                | 포항시     | 남구 동해면                                                | 지방도 제929호선 구간 구 국도 제31호선 구간 |
| 도구1교 도구2교 도구육교 |                                                                 | 포항시     | 남구 동해면                                                | 지방도 제929호선 구간 구 국도 제31호선 구간 |
| 공항삼거리               | 일월로                                                          | 포항시     | 남구 동해면                                                | 지방도 제929호선 구간 구 국도 제31호선 구간 |
| (청림초등학교후문)       | 신항로                                                          | 포항시     | 남구                                                       | 지방도 제929호선 구간 구 국도 제31호선 구간 |
| 청림삼거리               | 국도 제14호선 지방도 제929호선 (정몽주로)                       | 포항시     | 남구                                                       | 지방도 제929호선 구간 구 국도 제31호선 구간 |
| 냉천교 동단              | 해병로                                                          | 포항시     | 남구                                                       | 구 국도 제31호선 구간                       |
| 냉천교                   |                                                                 | 포항시     | 남구                                                       | 구 국도 제31호선 구간                       |
| 냉천교 서단              | 냉천로                                                          | 포항시     | 남구                                                       | 구 국도 제31호선 구간                       |
| 포스코본사사거리         |                                                                 | 포항시     | 남구                                                       | 구 국도 제31호선 구간                       |
| 현대제철삼거리           | 국도 제20호선 (대송로                                           | 포항시     | 남구                                                       | 구 국도 제31호선 구간                       |
| 포스코대교 남단          | 형산강남로                                                      | 포항시     | 남구                                                       | 구 국도 제31호선 구간                       |
| 포스코대교 (형산큰다리)  |                                                                 | 포항시     | 남구                                                       | 구 국도 제31호선 구간                       |
| 형산 교차로              | 국가지원지방도 제20호선 (희망대로) 포스코대로 중앙로 형산강북로 | 포항시     | 남구                                                       | 구 국도 제31호선 구간                       |

## 주요 건물 및 시설
- 남목치안센터 (울산광역시 동구 동해안로 54)
- 남목3동 행정복지센터 (울산광역시 동구 동해안로 100)
- 주전초등학교 (울산광역시 동구 동해안로 575)
- 동해초등학교 (폐교, 울산광역시 동구 동해안로 861)
- 강동축구장 (울산광역시 북구 동해안로 975)
- 강동파출소 (울산광역시 북구 동해안로 1446)
- 울산교육수련원 (울산광역시 북구 동해안로 1769)
- 신명보건진료소 (울산광역시 북구 1801)
- 월성스포츠센터 (경상북도 경주시 양남면 동해안로 603)
- 한국원자력본부사택 (경상북도 경주시 양남면 동해안로 603-19)
- 나산초등학교 (경상북도 경주시 양남면 동해안로 625-9)
- 월성원자력홍보관, 양남나산야구장 (경상북도 경주시 양남면 동해안로 671)
- 이견대 (경상북도 경주시 감포읍 동해안로 1480-12)
- 대본초등학교 (폐교, 경상북도 경주시 감포읍 동해안로 1489)
- 감포해양경비안전센터 대본출장소 (경상북도 경주시 감포읍 동해안로 1690)
- 제이스컨트리클럽시사이드 (경상북도 경주시 감포읍 동해안로 1819-59)
- 전촌초등학교 (폐교, 경상북도 경주시 감포읍 동해안로 2043)
- 감포119안전센터 (경상북도 경주시 감포읍 동해안로 2153)
- 감포버스정류장 (경상북도 경주시 감포읍 동해안로 2215)
- 두원보건진료소 (경상북도 포항시 남구 장기면 동해안로 2718)
- 포항남부소방서 (경상북도 포항시 남구 동해안로 5890)
- 청림파출소 (경상북도 포항시 남구 동해안로 6041)
- 포항남구보건소 (경상북도 포항시 남구 동해안로 6119)
- 제철치안센터 (경상북도 포항시 남구 동해안로 6133)
- 포스코 본사 (경상북도 포항시 남구 동해안로 6261)
- 포항제철우체국 (경상북도 포항시 남구 동해안로 6262)
- 현대제철 포항공장 (경상북도 포항시 남구 동해안로 6363)